# Sphegina atra
Sphegina atra är en tvåvingeart som beskrevs av Violovitsh 1980. Sphegina atra ingår i släktet midjeblomflugor, och familjen blomflugor. Inga underarter finns listade i Catalogue of Life.